# Verena Schweers
Verena Schweers, née Faißt le 22 mai 1989 à Ettenheim, est une footballeuse allemande évoluant au poste de défenseur. Internationale allemande.

## Carrière

### Carrière en club
Faißt démarre au SC Kappel en 2000. Elle part au SC Fribourg en 2004, où elle joue dans les catégories de jeunes et en équipe réserve. Lors de la saison 2006–2007, Faißt rejoint l'équipe première du SC Fribourg et fait ses débuts en Bundesliga. Après sept années passées u club, Faißt est transférée au VfL Wolfsburg en 2010, signant un contrat de deux ans.
Le 30 juillet 2020, met un terme à sa carrière à l'âge de 31 ans.

### Carrière internationale
Faißt fait partie de la sélection des moins de 20 ans allemande atteignant la troisième place de la Coupe du monde de football féminin des moins de 20 ans 2008. Elle fait ses débuts en Équipe d'Allemagne de football féminin le 28 octobre 2010 lors d'un match amical contre l'Australie. Elle participe à la Coupe du monde de football féminin 2011 qui se déroule en Allemagne.

## Palmarès
- En club :
  -  VfL Wolfsburg
    - Ligue des champions féminine de l'UEFA 2012-2013
    - Ligue des champions féminine de l'UEFA 2013-2014
    - Championnat d'Allemagne de football féminin 2012-2013
    - Championnat d'Allemagne de football féminin 2013-2014
    - Coupe d'Allemagne de football féminin 2012-2013
    - Coupe d'Allemagne de football féminin 2014-2015
- En sélection :
- Troisième de la Coupe du monde de football féminin des moins de 20 ans 2008